# Heide Schmidt
Heide Schmidt, geboren als Kollmann, (Kempten, 27 november 1948) is een Oostenrijkse politica.

## Biografie
Heide Schmidt werd in Kempten geboren als dochter van verdreven Sudeten-Duitsers. Nadat haar ouders waren gescheiden verhuisde ze in 1950 met haar moeder naar Wenen. Tijdens haar rechtenstudie aan de Universiteit van Wenen(eindexamen 1971) begon ze zich in te zetten voor de Ring freiheitlicher Studenten (RFS), de FPÖ-studentenorganisatie. Na de Gerichtspraxis (een verplichte stage bij de rechtbank voor sommige juridische beroepen) kreeg ze in 1972 een baan als juriste bij het ministerie van onderwijs. In 1973 werd ze lid van de FPÖ. In 1976 rondde ze ook een sociaal-wetenschappelijke studie af. In de periode 1977–1988 bekleedde ze een functie bij de Volksanwaltschaft, het openbare Oostenrijkse ombudsinstituut. In het kader daarvan werkte ze mee aan een tv-programma waardoor ze voor het eerst publieke bekendheid kreeg.

### Functies bij de FPÖ
In 1987 werd ze de eerste vrouw ooit die de FPÖ in de Bondsraad vertegenwoordigde. In 1988 werd ze secretaris-generaal van de FPÖ. In 1990 werd ze lid van de Nationale Raad en FPÖ-vicevoorzitter. In 1992 kandideerde ze met FPÖ-steun bij de presidentsverkiezingen. Destijds werden alleen kandidaten van de beide grote partijen als kansrijk beschouwd en de beslissende tweede ronde werd bereikt door Rudolf Streicher (SPÖ) en Thomas Klestil (ÖVP), die ook president werd. In die tijd werden de verschillen tussen Schmidt en Haider duidelijk: Schmidt zag zichzelf als deel van de liberale partijvleugel (de FPÖ was toen nog lid van de Liberale Internationale), maar Haider trok de partij meer en meer in een populistische en nationalistische richting en ageerde steeds scherper tegen buitenlanders, wat in 1993 leidde tot het Volksbegehren (een soort volksraadpleging) Österreich zuerst.

### Liberales Forum
Een paar dagen na de controversiële raadpleging trad Heide Schmidt samen met vier andere zetelrovers uit de FPÖ-fractie in de Nationale Raad, waarna ze het Liberales Forum (LiF) oprichtten. Zij werd, als drijvende kracht van de afsplitsing, lijsttrekker, fractieleider en voorzitter ineen. Tevens werd ze in 1994 vicepresident van de Liberale Internationale en in 1995 ook van de ELDR. Bij de parlementsverkiezingen in 1994 en in 1995 slaagde ze met het LiF erin opnieuw in de Nationalrat te komen. Bij de presidentsverkiezingen van 1998 bond ze, nu met steun van het LiF, weer zonder succes de strijd aan met Klestil. Bij de parlementsverkiezingen van 1999 slaagde het LiF er niet in de kiesdrempel te halen en trok Heide Schmidt zich voorlopig terug uit de politiek. Een nieuwe poging bij de parlementsverkiezingen van 2008 viel tegen. Na de fusie van het LiF met de NEOS in 2014 werd ze daar lid van, echter zonder een partijfunctie te bekleden.

### Journaliste
Na haar carrière in de politiek werd Schmidt journaliste. Ze bleef wel actief op buitenparlementair politiek gebied.